# Иняцио Джунти
Иняцио Джунти (на италиански: Ignazio Giunti е бивш пилот от Формула 1. Роден на 30 август 1941 г. в Рим, Италия.

## Формула 1
Иняцио Джунти прави своя дебют във Формула 1 в Голямата награда на Белгия през 1970 г. В световния шампионат записва 4 състезания като успява да спечели три точки, състезава се за отбора на Ферари.